# Konopka
Konopka (Linaria) je rod pěnkavovitých ptáků. Dříve byl považován pouze za podrod rodu stehlík (Carduelis), nově však byl na základě molekulárních analýz uznán za samostatný rod. Pojem linaria pochází z latinského linarius, co znamená něco jako tkadlec či odkazuje ke lnu (Linum).
Jsou známy čtyři druhy, z nichž dva – konopka obecná (Linaria cannabina) a konopka žlutozobá (Linaria flavirostris) – žijí i na území Česka.

## Druhy
- konopka žlutozobá (Linaria flavirostris)
- konopka obecná (Linaria cannabina)
- konopka šedohlavá (Linaria yemenensis)
- konopka somálská (Linaria johannis)